# 1985 في المملكة المتحدة
فيما يلي قوائم الأحداث التي وقعت خلال عام 1985 في المملكة المتحدة.

## أحداث
- 22 أغسطس – الرحلات الجوية البريطانية الرحلة 28

## رياضة
- 1 يناير – بطولة ويمبلدون 1985

## ظهور
- 1 يناير – إف إتش إم
- 1 يناير – إيندي روك
- 1 يناير – ديث ميتال

## أفلام
من الأفلام التي صدرت هذه السنة في المملكة المتحدة:
- 1 يناير – أسطورة من إخراج ريدلي سكوت.
- 1 يناير – طريق إلى الهند من إخراج ديفيد لين.
- 24 مايو – نظرة إلى قتل من إخراج جون جلان (مخرج أفلام).
- 21 يونيو – العودة إلى أوز من إخراج والتر ماش.
- 26 أكتوبر – ذا تيرميناتور من إخراج جيمس كاميرون.

## برامج ومسلسلات وأنمي
- السنافر

## كتب
من الكتب التي صدرت هذه السنة في المملكة المتحدة:
- 1 يناير – الإرهابي الصالح من تأليف دوريس ليسينغ.
- 1 يناير – التطور: نظرية في أزمة من تأليف مايكل دنتون.

## مواليد

### يناير
- 1 يناير – ستيفن ديفيس لاعب كرة قدم بريطاني.
- 1 يناير – سيمون فاللي
- 1 يناير – شادية منصور مغنية بريطانية من أصول عربية.
- 1 يناير – ماثيو واتسون لاعب كرة قدم إنجليزي.
- 1 يناير – نوتي بوي ملحن وموسيقي بريطاني.
- 4 يناير – روس ترنبول لاعب كرة قدم إنجليزي.
- 7 يناير – لويس هاملتون سائق فورمولا 1 من المملكة المتحدة.
- 7 يناير – واين روتلديج لاعب كرة قدم إنجليزي.
- 19 يناير – إليوت وارد لاعب كرة قدم إنجليزي.
- 29 يناير – راغ إن بون مان
- 31 يناير – كريستوف بيرا لاعب كرة قدم إنجليزي.

### فبراير
- 1 فبراير – دين شيلس لاعب كرة قدم إنجليزي.
- 9 فبراير – تومي هيل متسابق دراجات نارية من المملكة المتحدة.
- 10 فبراير – ليون كلارك لاعب كرة قدم بريطاني.
- 14 فبراير – كريمة أدبيب
- 15 فبراير – بريان روز ملاكم من المملكة المتحدة.
- 18 فبراير – أنتون فرديناند لاعب كرة قدم بريطاني.
- 20 فبراير – تشارلي كيمبل سائق سيارة سباق من الولايات المتحدة الأمريكية.
- 20 فبراير – مايكل أوليفر حكم كرة قدم إنجليزي.
- 22 فبراير – روس هاتشينز لاعب كرة مضرب بريطاني.
- 24 فبراير – جيسيكا جاين كليمنت
- 26 فبراير – جي أثرتون درّاج طريق من المملكة المتحدة.

### مارس
- 2 مارس – توني جيفريز ملاكم من المملكة المتحدة.
- 12 مارس – إد كلانسي
- 14 مارس – يان بلاك لاعب كرة قدم اسكتلندي.
- 15 مارس – كورتيس ديفيز لاعب كرة قدم إنجليزي.
- 19 مارس – سيمون راسيل لاعب كرة قدم إنجليزي.
- 19 مارس – مايكل تيملين لاعب كرة قدم إنجليزي.
- 26 مارس – كيرا نايتلي ممثلة بريطانية.
- 27 مارس – كريس ديفيز لاعب كرة قدم ويلزي.

### أبريل
- 3 أبريل – ليونا لويس
- 7 أبريل – سكوت روبرتسون لاعب كرة قدم اسكتلندي.
- 18 أبريل – توم هيوز ممثل بريطاني.
- 23 أبريل – تايو كروز مغني من المملكة المتحدة.
- 26 أبريل – جيميما كيركي

### مايو
- 2 مايو – ديفيد نوغينت لاعب كرة قدم إنجليزي.
- 2 مايو – كرايغ كونواي لاعب كرة قدم اسكتلندي.
- 2 مايو – ليلي ألين
- 13 مايو – إيوان ريون
- 21 مايو – مارك كافنديش
- 23 مايو – روس والاس لاعب كرة قدم اسكتلندي.
- 26 مايو – سارة أوتن
- 27 مايو – أليسون كارول
- 28 مايو – إميلي أوبراين ممثلة بريطانية.
- 28 مايو – كاري موليجان ممثلة إنجليزية.
- 29 مايو – جيف هيوز لاعب كرة قدم أيرلندي شمالي.
- 31 مايو – إيان فوجيوكاس لاعب كرة سلة يوناني.

### يونيو
- 6 يونيو – درو ماكنتاير مصارع محترف من المملكة المتحدة.
- 6 يونيو – مارتن إرفين درّاج طريق أيرلندي.
- 16 يونيو – كرايغ مورغان لاعب كرة قدم ويلزي.
- 19 يونيو – كارميل موري
- 25 يونيو – سكوت براون لاعب كرة قدم إنجليزي.
- 28 يونيو – فيل باردسلي لاعب كرة قدم بريطاني.

### يوليو
- 5 يوليو – ريتشارد وود لاعب كرة قدم إنجليزي.
- 9 يوليو – أشلي يونغ لاعب كرة قدم بريطاني.
- 9 يوليو – بنجامين واتسون لاعب كرة قدم بريطاني.
- 18 يوليو – جيمس نورتون
- 22 يوليو – ريان دولان مغني من المملكة المتحدة.
- 22 يوليو – ستيفن سميث
- 23 يوليو – وليام دنلوب متسابق دراجات نارية من المملكة المتحدة.

### أغسطس
- 1 أغسطس – ستوارت هولدين لاعب كرة قدم أمريكي.
- 12 أغسطس – داني غراهام لاعب كرة قدم بريطاني.
- 15 أغسطس – بريتو جونسون لاعب كرة قدم بريطاني.
- 19 أغسطس – توم سايكس متسابق دراجات نارية من المملكة المتحدة.
- 20 أغسطس – جاك كينغ لاعب كرة قدم إنجليزي.
- 21 أغسطس – لاورا هادوك ممثلة بريطانية.

### سبتمبر
- 3 سبتمبر – سكوت كارسون لاعب كرة قدم إنجليزي.
- 6 سبتمبر – جيمس إلينغتون عداء سرعة من المملكة المتحدة.
- 11 سبتمبر – جيك كول لاعب كرة قدم إنجليزي.
- 14 سبتمبر – أليكس كلير
- 20 سبتمبر – دافيد ستوشدال لاعب كرة قدم إنجليزي.
- 26 سبتمبر – تالولا رايلي ممثلة بريطانية.

### أكتوبر
- 4 أكتوبر – ليام ديكينسون لاعب كرة قدم إنجليزي.
- 5 أكتوبر – ريبيكا ليويلين لاعبة كرة مضرب بريطانية.
- 5 أكتوبر – نيكولا روبرتس موسيقية بريطانية.
- 17 أكتوبر – جايمس سميث لاعب كرة قدم إنجليزي.
- 17 أكتوبر – جوش غودال لاعب كرة مضرب بريطاني (1985).
- 17 أكتوبر – ماكس آيرون
- 24 أكتوبر – روبرت كورنثويت لاعب كرة قدم إنجليزي.
- 24 أكتوبر – واين روني لاعب كرة قدم إنجليزي.
- 29 أكتوبر – جانيت مونتغومري ممثلة بريطانية.
- 29 أكتوبر – كال كروتشلوو متسابق دراجات نارية من المملكة المتحدة.

### نوفمبر
- 8 نوفمبر – جاك أوزبورن
- 14 نوفمبر – كايل ويلسون لاعب كرة قدم إنجليزي.
- 19 نوفمبر – كريس إيغلز لاعب كرة قدم إنجليزي.
- 20 نوفمبر – إريك بواتينغ لاعب كرة سلة بريطاني.

### ديسمبر
- 10 ديسمبر – تشارلي آدم لاعب كرة قدم إنجليزي.
- 19 ديسمبر – ستيفن أندرسون لاعب كرة قدم اسكتلندي.
- 19 ديسمبر – غاري كاهيل لاعب كرة قدم إنجليزي.
- 19 ديسمبر – ليدي سفرن
- 19 ديسمبر – نيل كيلكيني لاعب كرة قدم أسترالي.

## وفيات

### يناير
- 1 يناير – اريك جونز (مواليد 1915)
- 1 يناير – هربرت كينيث إيري شو (مواليد 1902)

### فبراير
- 6 فبراير – جيمس هادلي تشايز (مواليد 1906)
- 23 فبراير – وليام جرير (مواليد 1909)
- 27 فبراير – جيمس أومالي (مواليد 1904) ممثل إنجليزي.

### مارس
- 1 مارس – رالف وليامز (مواليد 1905)
- 2 مارس – أليكساندر وات (مواليد 1892)
- 10 مارس – إسرائيل ريكاردي (مواليد 1907)
- 21 مارس – مايكل ريدغريف (مواليد 1908) ممثل بريطاني.

### أبريل
- 30 أبريل – مايك سانجستر (مواليد 1940) لاعب كرة مضرب بريطاني.

### مايو
- 13 مايو – وليام هارفيل (مواليد 1907) درّاج طريق من المملكة المتحدة.
- 22 مايو – أليستر هاردي (مواليد 1896)
- 30 مايو – جورج آرثر (مواليد 1899) ممثل من المملكة المتحدة.

### يونيو
- 22 يونيو – باتريشيا وارد هيلز (مواليد 1929) لاعبة كرة مضرب بريطانية.

### سبتمبر
- 6 سبتمبر – رودني بورتر (مواليد 1917)
- 10 سبتمبر – جوك ستين (مواليد 1922) لاعب ومدرب كرة قدم اسكتلندي.
- 29 سبتمبر – جوان فراي (مواليد 1906) لاعبة كرة مضرب بريطانية.

### نوفمبر
- 23 نوفمبر – ليزلي ميتشيل (مواليد 1905) ممثل من المملكة المتحدة.
- 24 نوفمبر – جورج راينور (مواليد 1907) لاعب ومدرب كرة قدم إنجليزي.

### ديسمبر
- 1 ديسمبر – هاري موريس (مواليد 1897) لاعب كرة قدم إنجليزي.
- 2 ديسمبر – فيليب لاركن (مواليد 1922)
- 7 ديسمبر – روبرت جريفز (مواليد 1895)
- 23 ديسمبر – فيليب ماكي (مواليد 1918) كاتب سيناريو من المملكة المتحدة.